# Aspidopterys esquirolii
Aspidopterys esquirolii är en tvåhjärtbladig växtart som beskrevs av Leveille. Aspidopterys esquirolii ingår i släktet Aspidopterys och familjen Malpighiaceae. Inga underarter finns listade i Catalogue of Life.